# Marussia Motors
Marussia Motors (em russo:  Маруся pronunciado [mɐˈrusʲə]) foi uma empresa russa fabricante de carros esportivos fundada em 2007. Foi a primeira empresa russa a produzir um supercarro. Ele projetou e fabricou protótipos dos carros esportivos B1 e B2. A Marussia foi liderada pelo ex-piloto de automobilismo Nikolai Fomenko. O Marussia B1 foi lançado em dezembro de 2008 no novo salão Manege em Moscou.
Em 2010, adquiriu uma "participação significativa" na equipe de Fórmula 1 Virgin Racing, que mais tarde foi renomeada para Marussia F1 Team. A equipe competiu na Fórmula 1 de 2012 a 2014.
Em abril de 2014, a empresa Marussia Motors foi dissolvida, com funcionários saindo para ingressar em um instituto técnico administrado pelo governo. A equipe Marussia F1 Team continuou inalterada como uma entidade britânica, independente da montadora russa. No entanto, em 7 de novembro de 2014, o administrador anunciou que a equipe de Fórmula 1 havia encerrado suas atividades.

## Fórmula 1

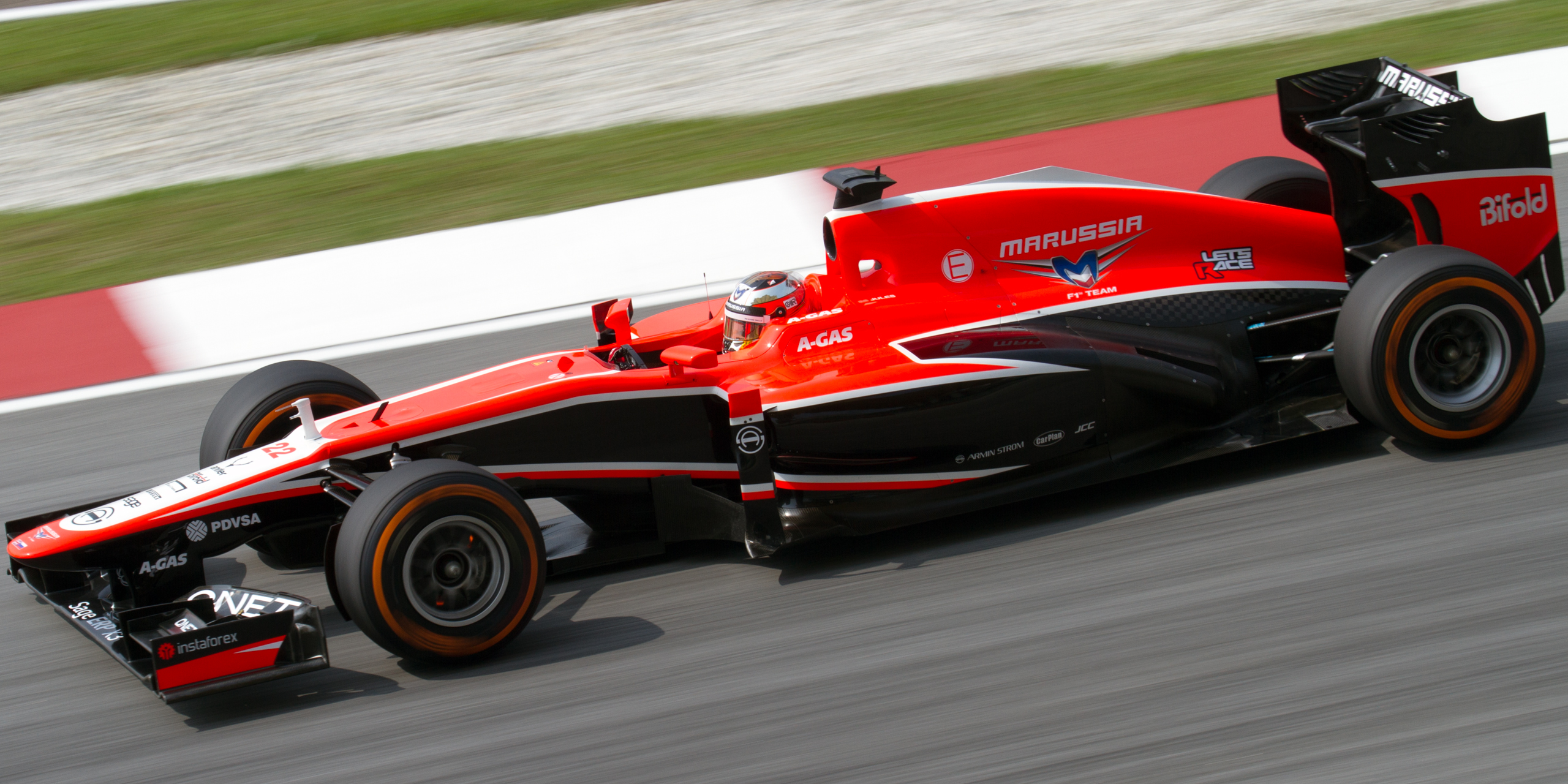
Jules Bianchi pilotando o modelo Marussia MR02 durante os treinos do Grande Prêmio da Malásia de 2013.

Em 11 de novembro de 2010, a montadora anunciou a compra da maior parte das ações da equipe de Fórmula 1 Virgin Racing, que havia estreado na categoria naquele ano. A equipe no ano seguinte foi rebatizada para "Marussia Virgin Racing" e foi totalmente rebatizada como "Marussia F1 Team" para disputar a temporada de 2012.
A equipe Marussia encerrou suas atividades na Fórmula 1 oficialmente em 7 de novembro de 2014. O time não esteve presente nas três últimas provas da temporada de 2014 (Estados Unidos, Brasil e Abu Dhabi).